# Charaxes polyxo
Charaxes polyxo är en fjärilsart som beskrevs av Jean Baptiste Godart 1824. Charaxes polyxo ingår i släktet Charaxes och familjen praktfjärilar. Inga underarter finns listade i Catalogue of Life.